# Tetzelstein

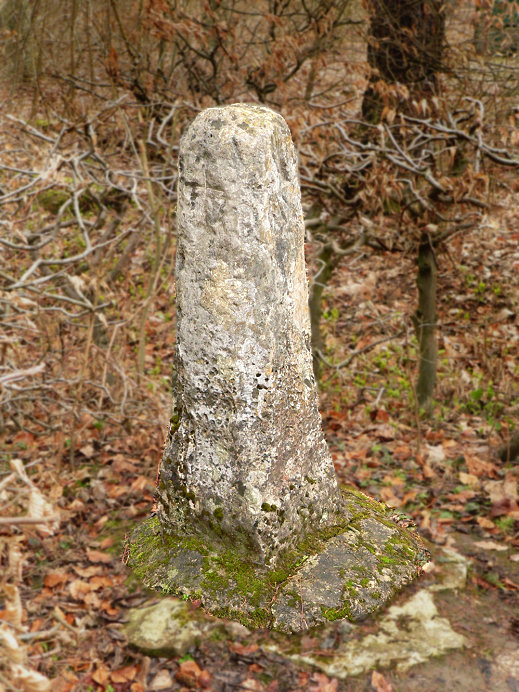
De 88 cm hoge Tetzelstein

De Tetzelstein is een legendarische steen in de buurt van een toeristische bestemming met een gelijknamig bosrestaurant op een hoogte van ongeveer 300 m boven NHN op de Elm, een heuvelrug rond de 20 kilometers ten oosten van Braunschweig. De steen herdenkt de dominicaan en aflaatprediker Johann Tetzel (1465-1519), die volgens de legende in de buurt werd beroofd of vermoord.

## Steen
De vierkantige Tetzelstein heeft een totale lengte van 1,36 m waarvan 88 cm boven de grond uitsteekt. De steen werd voor het eerst in een document vermeld in 1676 als de steen op de Grosser Rode (de grote open plek). In 1935 werd de steen opgegraven en onderzocht door rijksarcheoloog Hermann Hofmeister. Hij is gemaakt van iepenkalksteen die in de Elm buurt werd gedolven. De gevonden locatie was niet de oorspronkelijke locatie en de steen werd in 1935 verplaatst naar zijn huidige, vermoedelijk oorspronkelijke locatie. In 1839 werd de steen waarschijnlijk verplaatst naar het midden van een rondeel voor het monument toen de Hagenweg naar Warberg (nu de Tetzelweg die oostwaarts loopt) begaanbaar werd gemaakt, en in 1856 werd hij omgeven door een ijzeren hek.
Tegenwoordig staat de onopvallende steen, omringd door een beukenhaag, op een open plek in het bos bij Elm, vlak bij het gelijknamige bosrestaurant, dat een populaire toeristische trekpleister is.

## monument

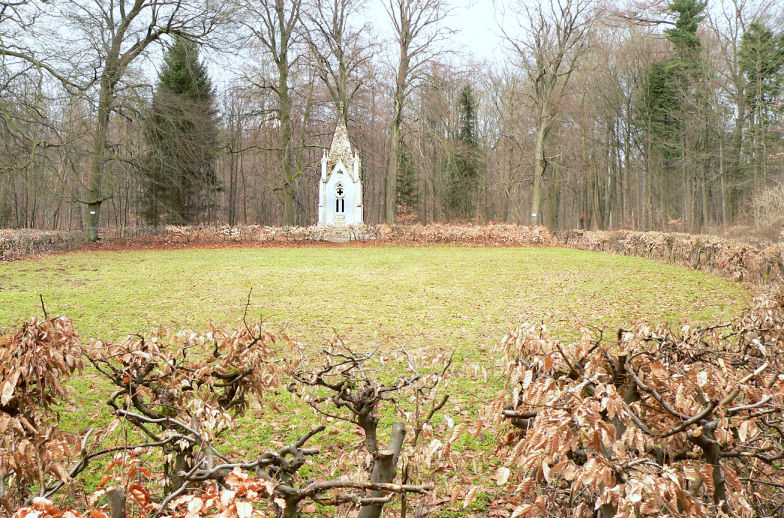
Het rondeel met het monument voor de Tetzelstein

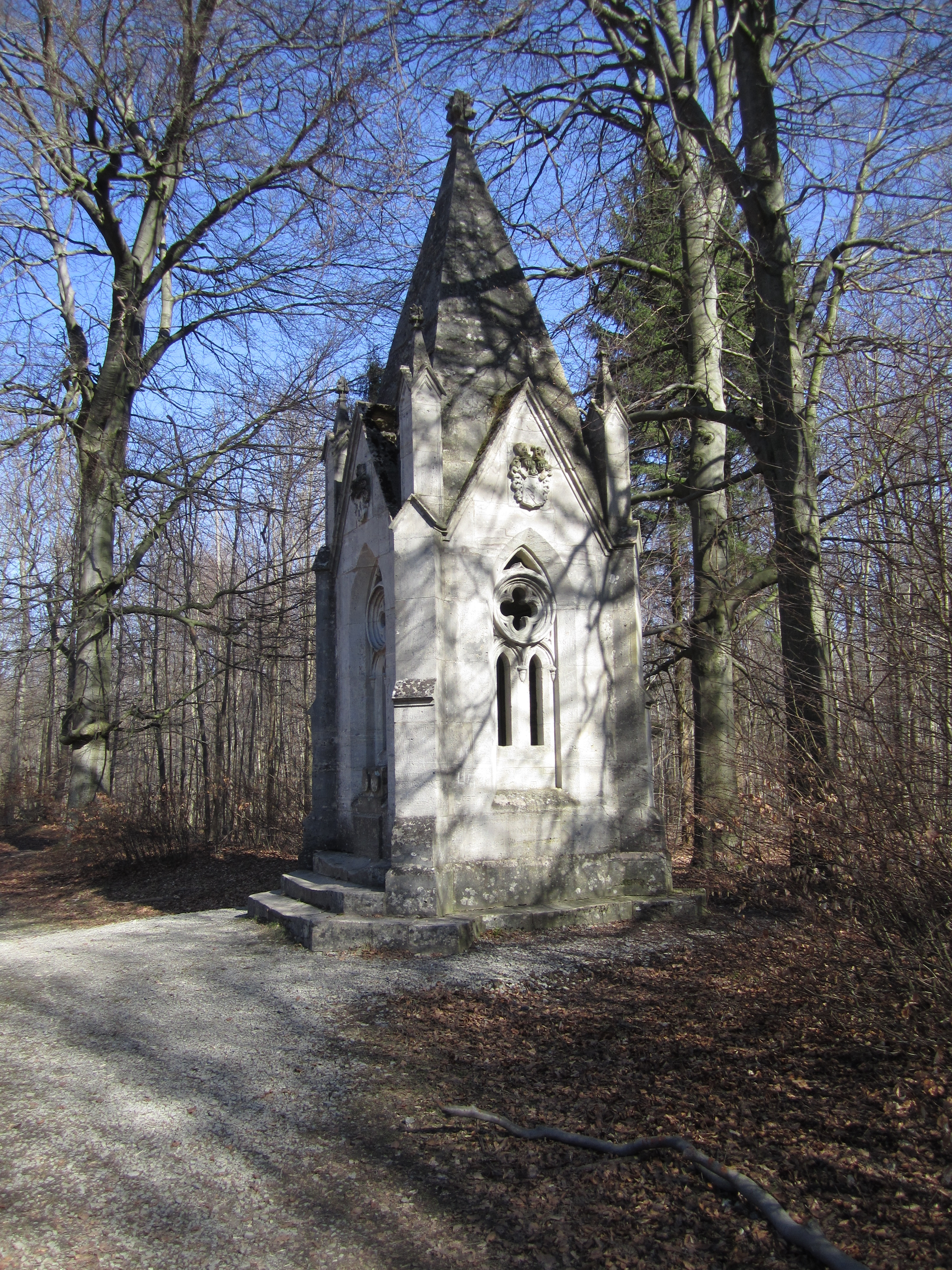
Monument bij de Tetzelstein

In 1846 richtte de groothofmaarschalk van Brunswijk, Anton Reinhold Edler von Lübeck (1783-1863), een acht meter hoog monument op van lichtgele iepenkalksteen in neogotische stijl . Dit grote en opvallende monument wordt vaak verward met de Tetzelstein. Binnenin het monument staat een beschrijving van de aanval.

## Zaag
Volgens de legende werd in 1518 een aflaatprediker onder de steen begraven. In een historisch verslag, dat nu bewaard wordt in het Staatsarchief van Wolfenbüttel (archiefreferentie: LB 1225 Vol. 8 Blad 238), was een priester uit Sambleben am Elm in de 18e eeuw de eerste die de gebeurtenis schriftelijk beschreef:
"Op de Großer Rode, op weg naar Königslutter, ligt een steen... Aan de bovenkant is een ster uitgehouwen. Onder deze steen zou een prediker van aflaten begraven liggen. Deze had naar Königslutter willen reizen, maar een edelman uit Küblingen, die eerder aflaten van hem had gekocht voor een moord die als eerste moest worden gepleegd, zou hem daar hebben doodgeschoten en beroofd: zo zeggen ze."
De Tetzelstein heeft daadwerkelijk een kruis in het bovenste uiteinde, wat het goed mogelijk maakt dat het werd opgericht als boetedoening voor de moord op een persoon.
Tetzel kondigde een mogelijk bezoek slechts aan in een brief aan de abt van de abdij Königslutter in juni 1517. Zelfs de aanwezigheid van vermeende aflaatkisten van Tetzel in Braunschweig en Küblingen, gezien het grote aantal van dergelijke kisten, bewijst zijn aanwezigheid. Er zijn aanwijzingen dat de legende van de dood van de aflaatprediker op de Elm in de 16e eeuw door protestantse hervormers werd verspreid. Dit was voornamelijk te danken aan Philipp Melanchthon, die naast Maarten Luther belangrijk was en als eerste de naam Tetzel opperde als verwijzing naar het moordslachtoffer.
Wilhelm Bode, stadsbestuurder van Braunschweig van 1825 tot 1848, verzachtte de legende later in het licht van de toenmalige humanitaire tendensen. Hij noemde een "Tetzelhase" bij Königslutter als dader. Hij beweerde dat hij, na de aankoop van een aflaatbrief, slechts de aflaatprediker Johann Tetzel had gestraft en de gestolen schat, die in een eikenhouten kist werd bewaard, aan het volk had uitgedeeld. Tetzel stierf in feite op 11 augustus 1519 in Leipzig een natuurlijke dood.

## Mythologie

Houtsneden van Schmidt-Reindahl
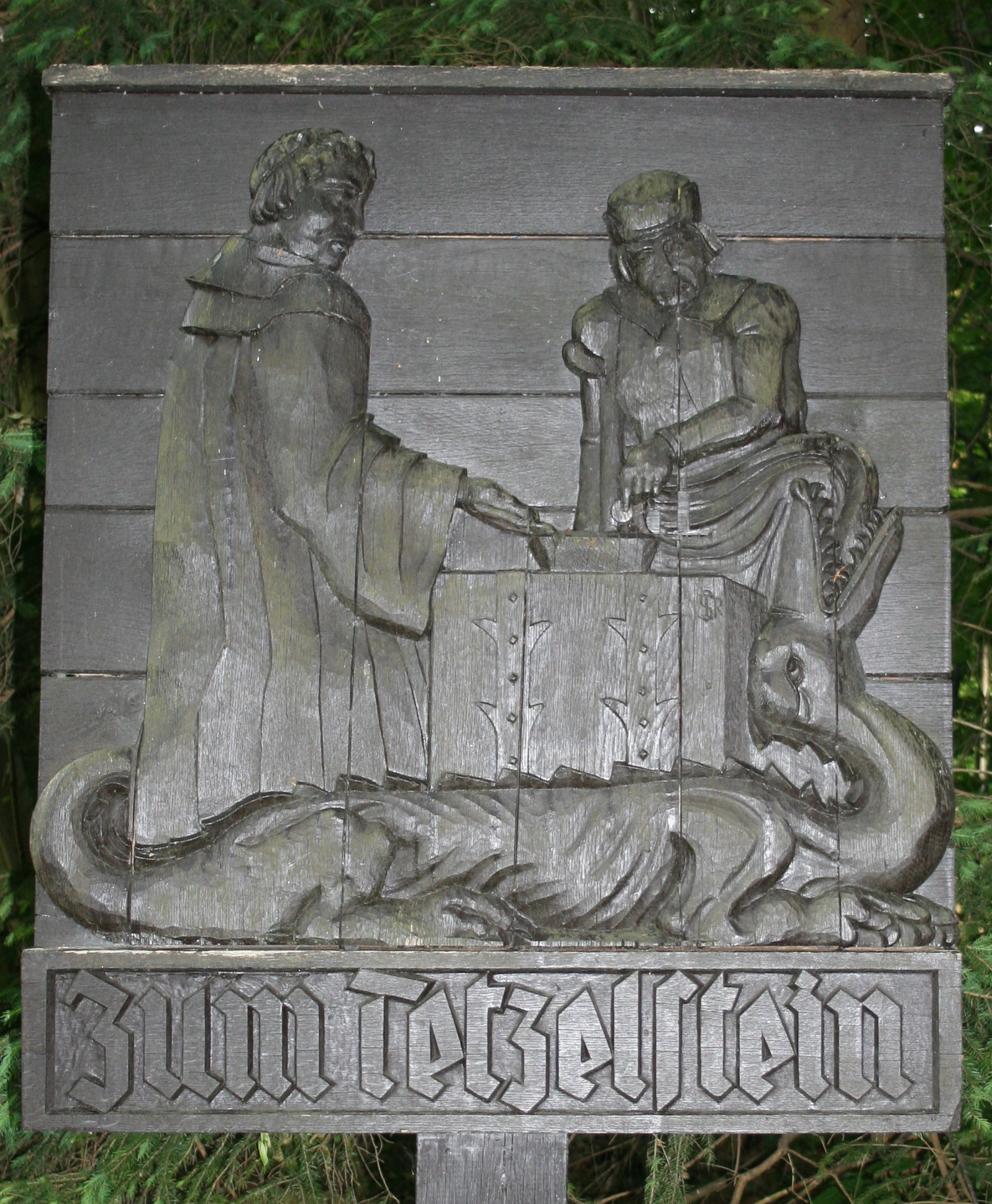
Aflaathandel
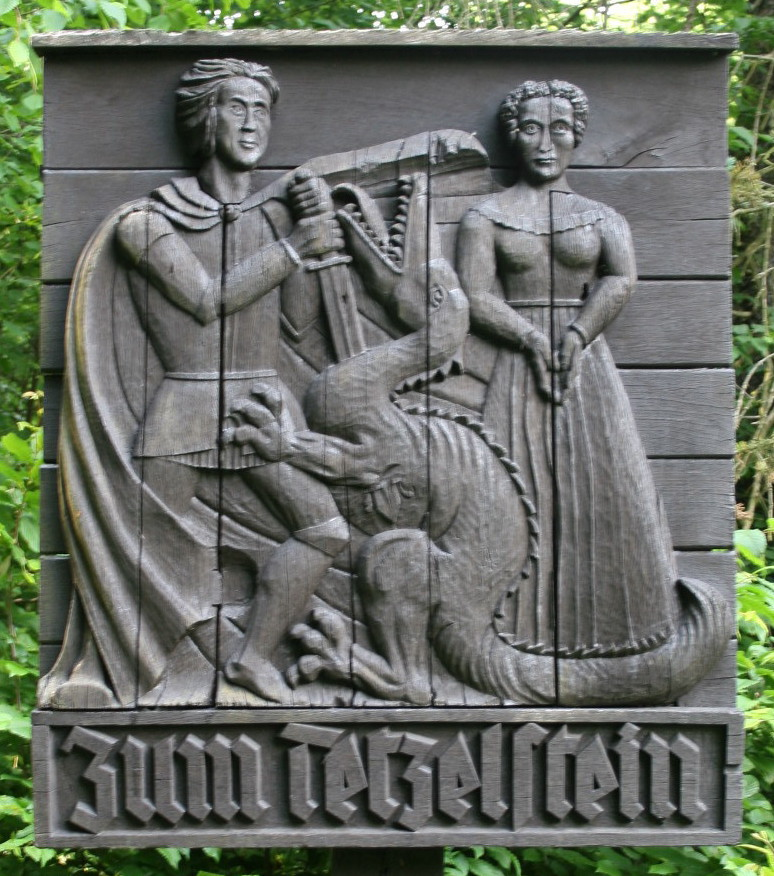
Riddergevecht
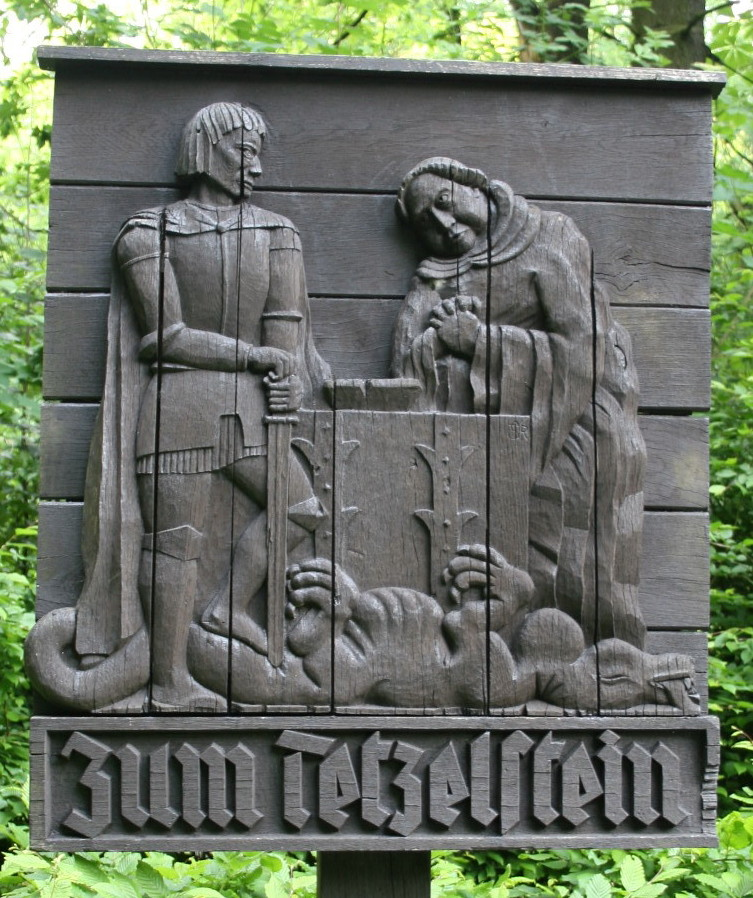
Overwinning van de Ridder en de Aflaathandel

Aan de open plek in het bos waar de Tetzelstein staat, wordt ook een mythische betekenis toegekend. Deze hypothese zou een prehistorische cultus- of dingplaats kunnen zijn geweest. Archeologisch onderzoek uit 1935 kon deze aanname niet bevestigen. Niettemin gaat de legende dat een ridder, de belichaming van het licht, op deze plek zegevierend tegen de duisternis vocht. De duisternis werd beschreven als een lintworm. Dit visioen werd in 1940 door de steenhouwer Theo Schmidt-Reindahl uit Königslutter afgebeeld op de houten panelen die rond de Tetzelstein waren geplaatst.

## Tetzelstein Bos Restaurant

### Eerste pogingen in 1878
Al in 1878 werd een eerste poging gedaan om een herberg en kuuroord te bouwen in de boskap van het huidige Tetzelstein, in het hart van het Iependal. Het verzoek van meestertimmerman Singelmann uit Schöppenstedt werd door de bosbouwadministratie afgewezen met als argument dat "de bos- en steengroevearbeiders hier wellicht een gelegenheid tot drinken en feesten zouden vinden". In 1884 keurde de Hertogelijke Kamer het verzoek van herbergier Theodor Plomann uit Schöppenstedt goed om van mei tot oktober een mobiele kiosk te mogen plaatsen. Het verstrekken van dranken aan arbeiders die in het Iependal werkten tijdens hun feesten werd verboden.

### Houten hut uit 1884

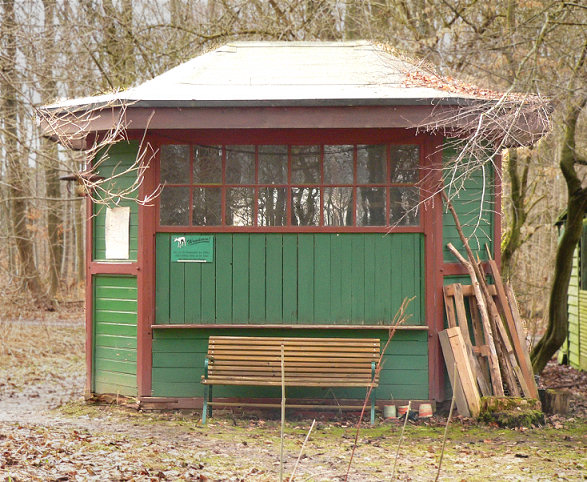
Historische kiosk naast de Tetzelstein

De bosherberg was aanvankelijk een "houten hut" waar bier werd geserveerd aan de weinige toeristen. De herbergier bouwde al snel een grote schuur met ramen en een houten dak, de zogenaamde "tent". Uitgerust met tuintafels en stoelen bood het onderdak aan de iepenwandelaars. In 1891 ging het eigendom over naar herbergier Westerwald uit Lichtenberg, die de tijdelijke gebouwen uitbreidde. De aanvraag voor de bouw van een herberg werd in 1893 afgewezen, "omdat dit in strijd zou zijn met de intentie van de Hertogelijke Bosbouwdienst om de toename van het lokale wagenverkeer te bevorderen." De aanvraag werd echter een jaar later goedgekeurd met de steun van de hertogelijke bosmeester van Brunswijk , Eduard von Schütz (1848-1918), van het nabijgelegen bosbouwbedrijf Groß Rhode . Hij had er persoonlijk belang bij een woning voor zijn bosbouwbedrijf te hebben, zodat hij in noodgevallen menselijke hulp kon inschakelen.

### Herberg in Zwitserse stijl 1894

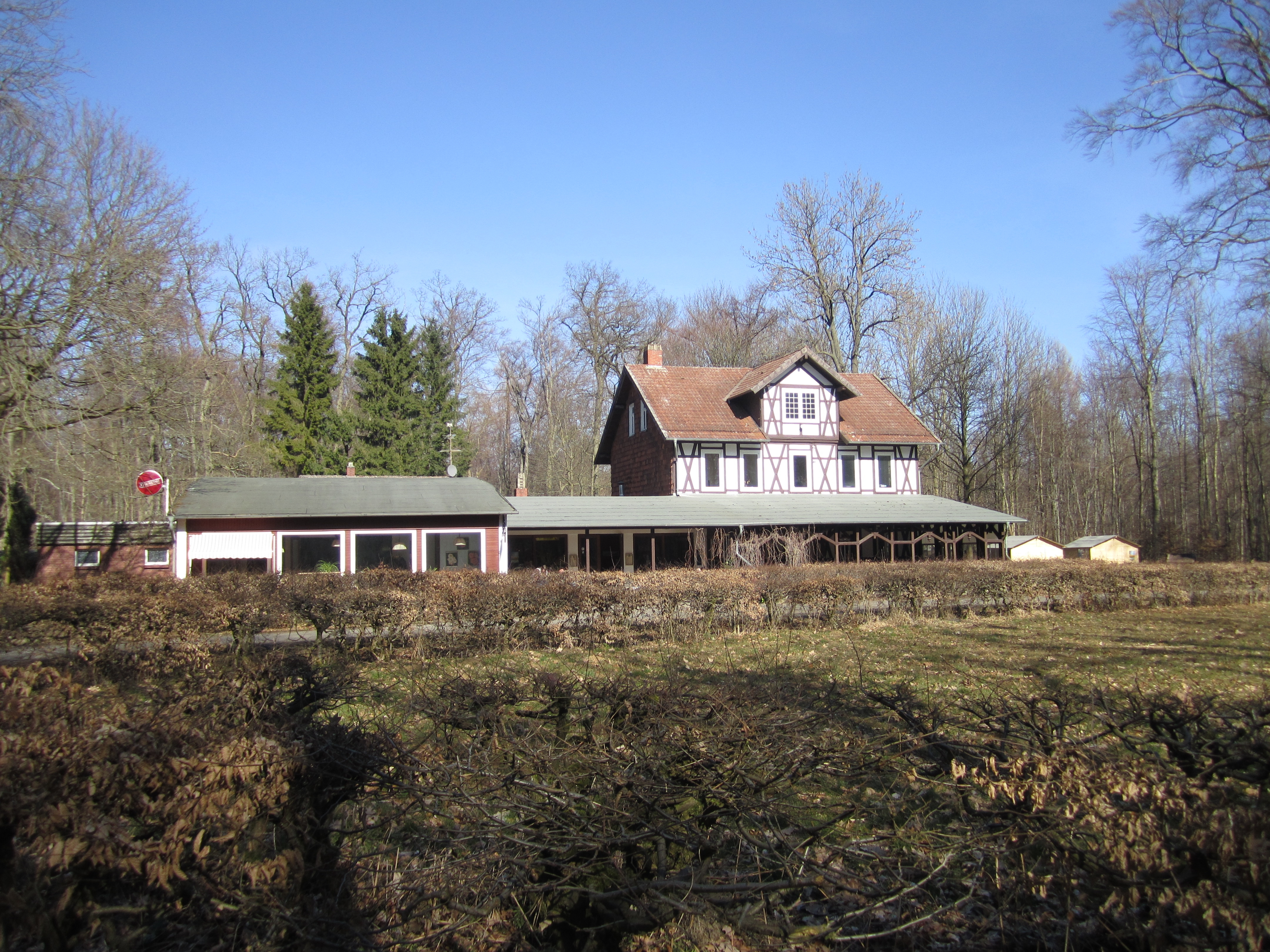
Pension in Zwitserse stijl

Vervolgens werd in 1894 de huidige herberg gebouwd in de "meest elegante Zwitserse stijl " met een glazen veranda. De bosherberg werd gebouwd door de hertogelijke architect Heinrich Fricke uit Braunschweig. Vanwege een "waarschijnlijke noodsituatie" zocht boswachter Schütz elke dag vanaf 18.00 uur "menselijke hulp" bij de herberg. Hij genoot dan van een drankje bij schemering "op de Tetzel" met zijn huishoudster, bosbouw-aspiranten en kennissen. Het graf van de boswachter, met zijn karakteristieke grafsteen, bevindt zich vandaag de dag op 200 meter van de Tetzelstein, tegenover de parkeerplaats, vlak bij een pad dat naar Reitling leidt.
In 1928 werd het restaurantcomplex vervangen door elektrische verlichting, ter vervanging van de kerosinelampen. In 1935 werd een parkeerterrein van 1700 m² aangelegd voor 60 tot 70 voertuigen.
Rond 1920 werd, ongeveer tien meter ten noorden van het Tetzelsteinmonument, de kiosk opgericht die zich nu achter het informatiepaneel bevindt.

## Bijeenkomst Tetzelstein
De parkeerplaats bij Tetzelstein is een populaire ontmoetingsplaats.

## Elm Bergturnfest

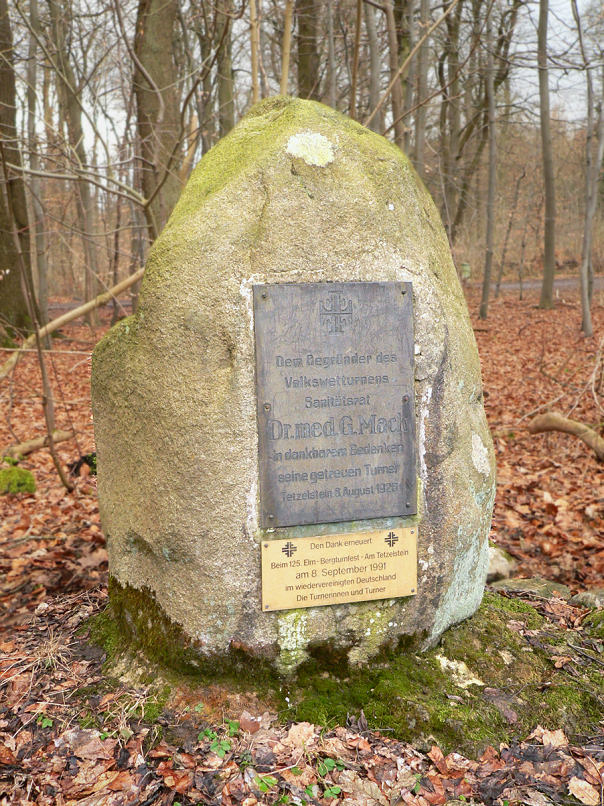
Herdenking voor de oprichter van het Elm Mountain Gymnastics Festival, Gustav Mack

Het eerste jaarlijkse Elm Mountain Gymnastics Festival werd in 1866 gehouden in het Reitlingtal. Vanaf 1887 werd de Tetzelstein aangewezen als vaste locatie. Het is het op één na oudste berggymnastiekfestival in Duitsland, na het Feldbergfestival bij Oberursel in het Taunusgebergte . In 1926 werd ten zuiden van de open plek een monument opgericht voor de oprichter, medisch officier Gustav Mack.

## literatuur
- Der Tetzelstein und die Tetzelsage (1961).
- Der Tetzelstein im Elm (1992). ISBN 3-7842-0479-1.